# 達淵
李相赫（：／ Lee Sang Hyuk；1995年7月24日—），藝名達淵，出生於韓國京畿道高陽市，現在為韓國FNC娛樂旗下的首支男子舞蹈組合SF9的副唱。達淵歌聲清亮，高音別具特色，SF9的MAMMA MIA一曲中，完全能體現出達淵聲音的特色，不僅高音清澈好聽，其Rap也能輕鬆駕馭，其個人喜歡R&B及富有節奏感的歌曲。2020年開始，達淵開始製作許多高品質的翻唱曲，讓喜愛他的粉絲們可以一飽耳福。
達淵以寵愛粉絲著稱，每週至少會開一次直播與粉絲溝通，且幾乎每天都會在SF9合作的通訊軟體Universe發訊息給粉絲。
2020年推出的個人綜藝“我們達淵都給你做”(우다다다)，充分展現出達淵風趣幽默且充滿創意的一面。2021年出演韓劇《某一天滅亡來到我家門前》，飾演卓善景一角而受到了更多的關注。2021年出演網路劇《Part Time Melo》，飾演男主角奇善浩，其真摯自然的演技，頗受外界好評。

## 簡歷

### 出道前
2015年以Neoz School一期生公開，並主演網路劇《Click Your Heart》。2016年參加FNC Entertainment與Mnet合作的選秀節目《D.O.B（Dance Or Band）》，最後以Dance Team身份贏得出道機會。曾出演AOA Cream《I'm Jelly Baby(질투 나요 BABY)》MV。

### 出道後
2016年10月5日，以SF9的副唱出道，隊內表情符號為👅。2017年初次參與節目“遊戲樂樂”主持。2017年參加一週的偶像，以藝名清潭洞戰戰兢兢的身分，在《蒙面偶像》中有出色的表現。2020年推出個人綜藝“我們達淵都給你做”(우다다다)，此為達淵個人綜藝的代表作。2020年SF9參加Kingdom比賽，達淵親自參與編曲，參賽時也不吝嗇展現完美的身材。2021年參加FIFA22名人錦標賽獲得冠軍。2021年參加網路節目“和愛豆一起健身”，充分展現達淵如同運動員一般的健身成果。2022年1月SF9在首爾舉辦的Imperfect演唱會中，達淵不僅展現出完美的身材，並且以Live Band形式，現場演唱自己改編的Hold On。

### 直播
初期每週五晚上會定期在VLIVE開直播《冰放（達淵的吃冰放送）》。現時改為不定期直播，但每週至少會開一次直播。

### MBTI
達淵的MBTI為ISTJ，自認為其個性是內向、冷靜、理性。

### 興趣
- 唱歌：這是達淵的第二個夢想，他總是很感謝粉絲讓他有機會能實現其成為歌手的夢想。從2020年開始，達淵製作許多高品質的翻唱曲，並且常在直播中，唱歌給粉絲聽。
- 健身：達淵非常熱愛健身，每天至少健身一次，偶爾也會在健身房做直播。他十分熱愛談論健身話題及營養見解。
- 品嚐美食：達淵熱愛品嚐美食，總能與粉絲分享許多美食見解。初期直播吃冰放送，總是令人食指大動。近期偶爾會做吃播放送，以健康餐為主。
- 遊戲：達淵主持過“遊戲樂樂”節目，所以對各種遊戲暸若指掌，近期很喜歡玩足球遊戲，並且在FIFA22名人錦標賽中榮獲冠軍。

## 音樂作品
- 個人翻唱曲

| 發佈日期 | 歌曲名稱           |
| 20200626 | 豆漿油條(MV)       |
| 20200724 | Eight              |
| 20200929 | Dynamite           |
| 20210327 | Lovesick Girls     |
| 20210605 | Lilac              |
| 20210925 | Stay               |
| 20211012 | Stay(Live Ver. MV) |
| 20220209 | Hold On(Ruff Ver.) |
| 20220302 | Sacrifice          |
| 20220826 | Out of time        |
| 20221120 | 너의 모든 순간     |
| 20230120 | VIBE               |
| 20230311 | 잊어버리지마       |

- Sing It App合作翻唱曲

| See you on Friday |
| All for you       |
| Love Scenario     |

- 團體作品

## 影視作品

### 電視劇
| 年份 | 電視台 | 劇名                       | 角色           | 備註     |
| ---- | ------ | -------------------------- | -------------- | -------- |
| 2021 | tvN    | 《某一天滅亡來到我家門前》 | 卓善景         |          |
| 2022 | KBS2   | 《謝幕：樹立而死》         | 鄭尚哲（青年） | 特別出演 |

### 網路劇
| 年份   | 劇名                 | 角色   | 備註       |
| ------ | -------------------- | ------ | ---------- |
| 2016年 | 《Click Your Heart》 | 李達淵 | 主演之一   |
| 2021年 | 《Part-time melo》   | 奇善浩 | 男主角     |
| 2023年 | 《我的X般的二十歲》  | 趙相旭 | 第二男主角 |

### 電影
| 年份   | 劇名     | 角色           | 備註 |
| ------ | -------- | -------------- | ---- |
| 2023年 | 《秘密》 | 李東根（少年） |      |

### 綜藝節目

##### 2017年
- 遊戲樂樂
- 《一週的偶像》以藝名清潭洞戰戰兢兢出演《蒙面偶像》
- 《白種元的三大天王》EP77

##### 2018年
- 踢翻道館

##### 2019年
- 姐姐的沙龍
- 大韓外國人
- 《黃金漁場 Radio Star》 EP648

##### 2020年
- 《戰鬥旅行》 EP171
- M2《我們達淵都給你做（우다다다）》
- JTBC《偶像釣魚營》EP2

##### 2021年
- FIFA22名人錦標賽
- Bingo Live-達淵篇
- 和愛豆一起健身-嘉賓達淵

#### 達淵Vlog
- 2019年Don't Watch this Video
- 2020年Don't Watch this Video#2
- 2022年Don't Watch this Video#3

#### 寫真書
| 2020 | L'Amitie'                           | SF9團體寫真書  |
| 2021 | COMMA                               | SF9團體寫真書  |
| 2022 | ME, ANOTHER ME DA WON's PHOTO ESSAY | 達淵個人寫真書 |
| 2022 | Since 95.07.24                      | 達淵個人寫真書 |

## 外部連結
- 達淵的Instagram帳戶
- 達淵的微博Ｗeibo帳戶 （页面存档备份，存于）
- 達淵翻唱曲請至SF9官方Youtube收聽：SF9官方Youtube （页面存档备份，存于）
- 達淵翻唱曲“豆漿油條”請至SF9官方微博收聽：SF9官方微博 （页面存档备份，存于）
- 達淵中文粉絲站：SlowPace李达渊中文首站 （页面存档备份，存于）
- 達淵的影視作品：SlowPace李达渊中文首站 （页面存档备份，存于）